# デヴィッド・サンティ
デヴィッド・サンティ（David Santee、1957年7月22日 - ）は、アメリカ出身の男性フィギュアスケート選手で現在はフィギュアスケート審判員。1976年インスブルックオリンピック、1980年レークプラシッドオリンピック男子シングルアメリカ代表。

## 経歴
- 1973年の全米選手権で3位となり、1974年のネーベルホルン杯では優勝を果たす。
- 1976年、初めてのオリンピックとなったインスブルックオリンピックに出場し6位。1980年、地元アメリカ開催のレークプラシッドオリンピックではメダルにあと一歩及ばず4位となった。
- 1981年世界選手権で自身初のメダルとなる2位となったが、翌1982年に引退。現在は国際スケート連盟公認の技術審判員として活動している。

## 主な戦績
| 大会/年      | 1975-76 | 1976-77 | 1977-78 | 1978-79 | 1979-80 | 1980-81 | 1981-82 |
| ------------ | ------- | ------- | ------- | ------- | ------- | ------- | ------- |
| オリンピック | 6       |         |         |         | 4       |         |         |
| 世界選手権   | 5       | 4       | 6       | 8       | 4       | 2       | 8       |
| 全米選手権   | 2       | 3       | 2       | 3       | 2       | 2       | 3       |
| NHK杯        |         |         |         | 3       |         |         |         |